# Maarten Schenk (informaticus)

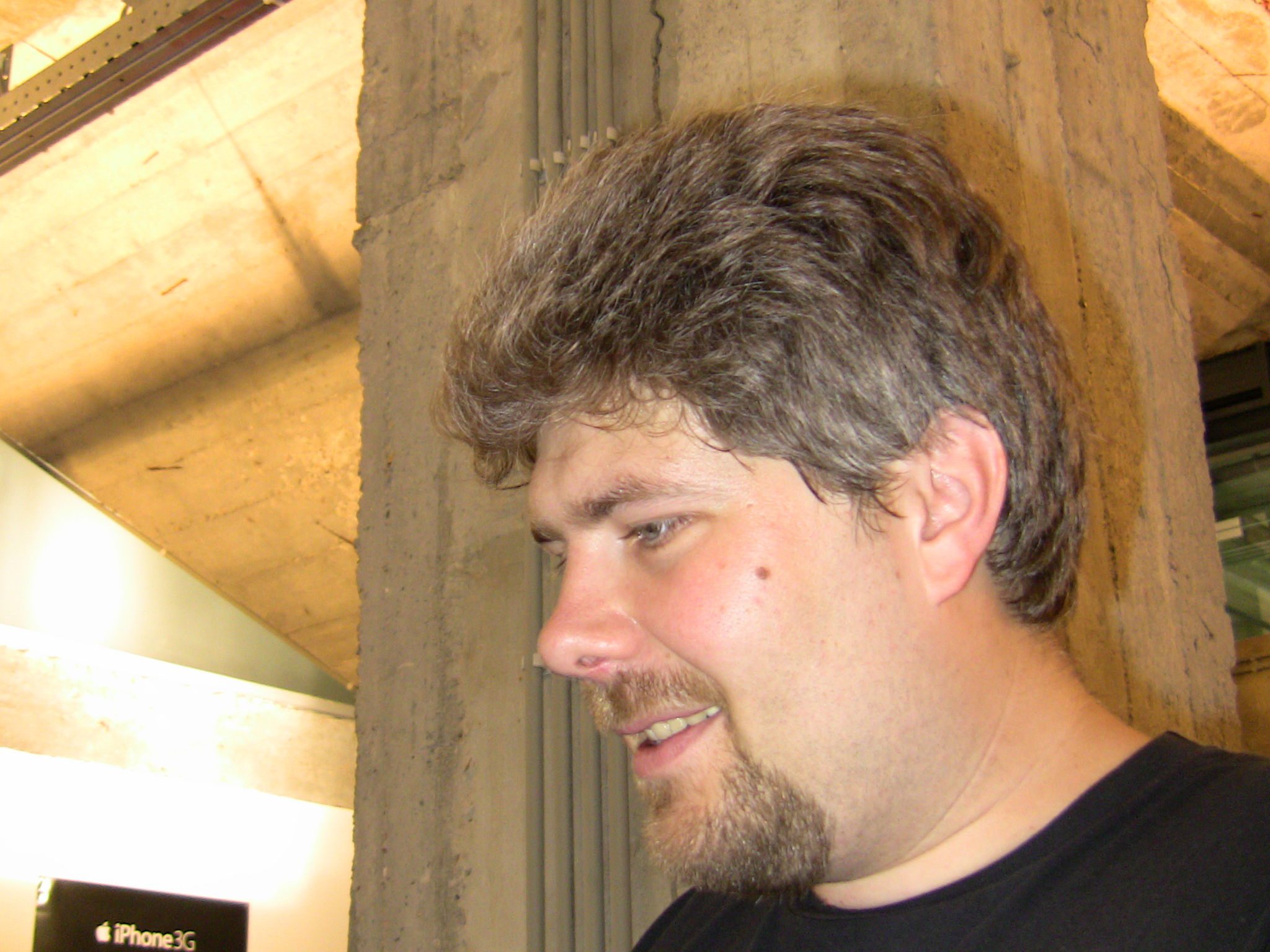

Maarten Schenk is een Vlaamse factchecker, germanist, schrijver en informaticus. In 2020 won hij de Zesde vijs van SKEPP. Hij wordt omschreven als een invloedrijk persoon op sociale media.

## Biografie
Schenk studeerde Germaanse Taal en Letterkunde en had daarnaast ook een interesse in informatica. Hij ontwikkelde de zoekmachine Trendolizer en werd hierdoor benaderd door Alan Duke (CNN) in 2015 om de site leadstories.com vorm te geven. Schenk zetelt nog steeds in de raad van Bestuur. 

De site hervormde zich als factchecker. Het bedrijf was werkzaam voor Facebook, nu Meta, en lid van het International Fact Checking Network. In 2025 werd de samenwerking met Meta plots stopgezet, net na de verlenging van het contract. Het bedrijf telde op dat moment een 70 tal medewerkers. De stopzetting van deze samenwerking kaderde in het nieuwe beleid van Meta rond "censuur" waarbij er geen gebruik meer wordt gemaakt door fact checkers. Schenk betwist dat er sprake zou zijn van censuur door fact checkers: 
"Factcheckers hebben geen enkele macht om artikelen te verwijderen. De enige die dat kan doen is Meta zelf"

- Schenk (7 januari 2025).
In 2022 verscheen zijn boek "De Fake News Files" bij uitgever Lannoo over de oorsprong, verspreiding en reden achter "fake news". Het boek werd positief onthaald in de Nederlandstalige pers.
Schenk was jarenlang ook actief voor Chirojeugd Vlaanderen als redacteur van het leidingsblad Dubbelpunt.